# Bågø
Bản mẫu:Positionsmap
Bågø là 1 đảo nhỏ của Đan Mạch, nằm trong Eo biển Lillebælt. Đảo có diện tích là 6,23 km² và có 32 cư dân (1.1.2007). Khoảng ½ diện tích là đất nông nghiệp, phần còn lại là khu vực thiên nhiên. Vào mùa hè, nhiều du khách tới đây thuê nhà nghỉ hè, cắm trại, chèo thuyền, tắm biển (bãi biển rất đẹp), câu cá vv..., nhất là ở bờ biển phía tây. Trên đảo cũng có 2 hồ nước và nhiều loại chim sinh sống. Hàng năm người ta cũng tổ chức 1 cuộc săn bắn tập thể gà gô và thỏ rừng trên đảo.
Về giao thông, có tuyến tàu phà từ Assens (đảo Fyn) tới Bågø, mất chừng 30 phút.